# Bosques montanos de Knysna-Amatole
Los bosques montanos de Knysna-Amatole es una ecorregión de la ecozona afrotropical, definida por WWF, que se encuentra en el sur de Sudáfrica en las provincias occidental y oriental del Cabo.

## Descripción
Es una ecorregión de selva umbrófila con una extensión total de 3100 kilómetros cuadrados; está formada por varios enclaves que albergan las selvas afromontanas más meridionales de África: la selva de Knysna, a lo largo de la costa, entre Mossel Bay y el río Krom, y la selva de los montes Amatole, más al nordeste.
El clima es subtropical. Llueve durante todo el año. Las precipitaciones oscilan entre 525 y 1220 mm anuales en la selva de Knysna, y entre 750 y 1500 mm anuales en los montes Amatole.

## Flora
Los árboles, de origen tropical y afromontano, incluyen el olivo Olea capensis, el laurel del Cabo (Ocotea bullata), Afrocarpus falcatus (familia Podocarpaceae), el mañío Podocarpus latifolius, el acebo africano (Ilex mitis), Apodytes dimidiata (familia Icacinaceae), la rapinea (Rapanea melanophloeos), la casina Cassine peragua, Ochna arborea (familia Ochnaceae), Curtisia dentata (familia Curtisiaceae), el kamasi (Gonioma kamassi), Platylophus trifoliatus y Cunonia capensis (familia Cunoniaceae).

## Fauna
En la selva de Knysna sobreviven los últimos representantes de la población más meridional de elefantes africanos (Loxodonta africana). Otros grandes mamíferos, como el búfalo cafre (Syncerus cafer), han desaparecido.
La región alberga cinco mamíferos en peligro de extinción:
- damán arborícola meridional (Dendrohyrax arboreus)
- cercopiteco azul (Cercopithecus mitis)
- duíquero azul (Cephalophus monticola)
- topo dorado gigante (Chrysopalax trevelyani)
- ratel (Mellivora capensis)

## Endemismos
La musaraña Myosorex longicaudatus es casi endémica de esta ecorregión.
Entre las aves, son casi endémicas:
- turaco de Knysna (Tauraco corythaix)
- zarzalero de Knysna (Bradypterus sylvaticus)
- pito de Knysna (Campethera notata)
- cosifa bicolor (Cossypha dichroa)
- canario de bosque (Serinus scotops)

El camaleón enano de Knysna (Bradypodion damarnum) es estrictamente endémico.

## Estado de conservación
Vulnerable.
A pesar de su pequeño tamaño, son las áreas de bosque más extensas de Sudáfrica, y su madera ha sido explotada desde el siglo XVIII. Hoy en día se trata de zonas protegidas, pero aún se permite la explotación.
La degradación del hábitat, las actividades forestales y la invasión de plantas y animales exóticos, como la agresiva hormiga argentina (Linepithema humile), amenazan la supervivencia de la fauna y flora locales.

## Protección
En la selva de Knysna, el 20% de la superficie está incluida en reservas naturales y parques nacionales; en los montes Amatole, el 90% está protegido.